# Trenčianske Stankovce
Trenčianske Stankovce (hongrois : Trencsénsztankóc) est un village de Slovaquie situé dans la région de Trenčín.

## Histoire
La première mention écrite du village date de 1345.

## Démographie

### Évolution de la population
| Année:               | 1994. | 2004.    | 2014.   | 2024.   |
| -------------------- | ----- | -------- | ------- | ------- |
| Nombre de personnes: | 2676  | 2998     | 3155    | 3404    |
| Différence:          |       | +12,03 % | +5,23 % | +7,89 % |

| Année:               | 2023. | 2024.   |
| -------------------- | ----- | ------- |
| Nombre de personnes: | 3435  | 3404    |
| Différence:          |       | -0,90 % |